# Mads Pedersen (kolarz)
Mads Pedersen (ur. 18 grudnia 1995) – duński kolarz szosowy, zawodnik należącej do dywizji UCI WorldTeams drużyny Lidl-Trek. Mistrz świata w wyścigu ze startu wspólnego (2019).

## Najważniejsze osiągnięcia
2012
- 1. miejsce w Tour of Istria
- 1. miejsce w Trofeo Karlsberg
- 1. miejsce w Sint-Martinusprijs Kontich
  - 1. miejsce w prologu i na 4. etapie

2013
- 1. miejsce w Paryż-Roubaix Juniorów
- 1. miejsce w Wyścigu Pokoju Juniorów
- 1. miejsce w Trofeo Karlsberg
- 2. miejsce w Sint-Martinusprijs Kontich
  - 1. miejsce na 4. etapie
- 1. miejsce na 3. etapie Aubel-Thimister-La Gleize
- 2. miejsce w Grand Prix Rüebliland
  - 1. miejsce na 4. etapie
- 1. miejsce na 4. etapie Giro della Lunigiana
- 2. miejsce w mistrzostwach świata (start wspólny juniorów)

2014
- 1. miejsce w Rund um den Finanzplatz Eschborn-Frankfurt do lat 23

2015
- 1. miejsce na 2. etapie Tour de l’Avenir

2016
- 1. miejsce w Kattekoers
- 1. miejsce na 3. etapie Tour of Norway
- 1. miejsce w Fyen Rundt

2017
- 1. miejsce w mistrzostwach Danii
- 1. miejsce w Tour du Poitou-Charentes
  - 1. miejsce na 4. etapie (jazda ind. na czas)
- 1. miejsce w Danmark Rundt
  - 1. miejsce na 3. etapie

2018
- 1. miejsce na 2. etapie Herald Sun Tour
- 5. miejsce w Dwars door Vlaanderen
- 2. miejsce w Ronde van Vlaanderen
- 1. miejsce w Fyen Rundt
- 1. miejsce na 4. etapie Danmark Rundt (jazda ind. na czas)
- 1. miejsce w Tour de l’Eurométropole

2019
- 1. miejsce w Grand Prix d’Isbergues
- 1. miejsce w mistrzostwach świata (start wspólny)

2020
- 1. miejsce na 2. etapie Tour de Pologne
- 1. miejsce na 3. etapie BinckBank Tour
- 1. miejsce w Gandawa-Wevelgem

2021
- 1. miejsce w Kuurne-Bruksela-Kuurne
- 2. miejsce w Bredene Koksijde Classic
- 2. miejsce w Danmark Rundt
  - 1. miejsce w klasyfikacji punktowej
  - 1. miejsce na 2. etapie
- 1. miejsce na 3. etapie Tour of Norway
- 3. miejsce w Tour de l’Eurométropole

2022
- 2. miejsce w Grand Prix Cycliste La Marseillaise
- 1. miejsce w klasyfikacji punktowej Étoile de Bessèges
  - 1. miejsce na 1. etapie
- 1. miejsce na 3. etapie Paryż-Nicea
- 1. miejsce w klasyfikacji punktowej Circuit de la Sarthe
  - 1. miejsce na 1. i 3. etapie
- 3. miejsce w Grand Prix Herning
- 1. miejsce w Fyen Rundt
- 1. miejsce w klasyfikacji punktowej Baloise Belgium Tour
  - 1. miejsce na 1. etapie
- 2. miejsce w mistrzostwach Danii (start wspólny)
- 1. miejsce na 13. etapie Tour de France
- 1. miejsce w klasyfikacji punktowej Vuelta a España
  - 1. miejsce na 13., 16. i 19. etapie

2023
- 1. miejsce na 5. etapie Étoile de Bessèges
- 1. miejsce na 2. etapie Paryż-Nicea
- 3. miejsce w Ronde van Vlaanderen
- 1. miejsce na 6. etapie Giro d’Italia
- 1. miejsce na 8. etapie Tour de France

## Rankingi
| Rok              | 2014 | 2015 | 2016 | 2017 | 2018 | 2019 | 2020 | 2021 | 2022 | 2023 | 2024 |
| ---------------- | ---- | ---- | ---- | ---- | ---- | ---- | ---- | ---- | ---- | ---- | ---- |
| UCI World Tour   |      |      | -    | 406. | 72.  |      |      |      |      |      |      |
| World Ranking    |      |      | 272. | 145. | 68.  | 93.  | 31.  | 75.  | 20.  | 6.   | 12.  |
| UCI Europe Tour  | 337. | 157. | 145. | 46.  | 65.  | 75.  | 27.  | 63.  | 16.  | 6.   | 10.  |
| UCI Asia Tour    | -    | -    | 208. | -    | -    |      |      |      |      |      |      |
| UCI Oceania Tour | -    | -    | -    | -    | 55.  |      |      |      |      |      |      |
|                  |      |      |      |      |      |      |      |      |      |      |      |
| Źródło: UCI      |      |      |      |      |      |      |      |      |      |      |      |